# Szymon Kołecki
Szymon Piotr Kołecki (Oława, 12 de octubre de 1981) es un deportista polaco que compitió en halterofilia.
Participó en dos Juegos Olímpicos de Verano, obteniendo una medalla de oro en Pekín 2008 y una de plata en Sídney 2000, ambas en la categoría de 94 kg.
Ganó cuatro medallas en el Campeonato Mundial de Halterofilia entre los años 1999 y 2007, y seis medallas en el Campeonato Europeo de Halterofilia entre los años 1999 y 2008.

## Palmarés internacional
| Juegos Olímpicos   | Juegos Olímpicos                | Juegos Olímpicos  | Juegos Olímpicos |
| Año                | Lugar                           | Medalla           | Categoría        |
| ------------------ | ------------------------------- | ----------------- | ---------------- |
| 2000               | Sídney (Australia)              | Medalla de plata  | 94 kg            |
| 2008               | Pekín (China)                   | Medalla de oro    | 94 kg            |
| Campeonato Mundial |                                 |                   |                  |
| Año                | Lugar                           | Medalla           | Categoría        |
| 1999               | Atenas (Grecia)                 | Medalla de plata  | 94 kg            |
| 2001               | Antalya (Turquía)               | Medalla de bronce | 94 kg            |
| 2006               | Santo Domingo (Rep. Dominicana) | Medalla de plata  | 94 kg            |
| 2007               | Chiang Mai (Tailandia)          | Medalla de bronce | 94 kg            |
| Campeonato Europeo |                                 |                   |                  |
| Año                | Lugar                           | Medalla           | Categoría        |
| 1999               | La Coruña (España)              | Medalla de oro    | 94 kg            |
| 2000               | Sofía (Bulgaria)                | Medalla de oro    | 94 kg            |
| 2001               | Trenčín (Eslovaquia)            | Medalla de plata  | 105 kg           |
| 2006               | Władysławowo (Polonia)          | Medalla de oro    | 94 kg            |
| 2007               | Estrasburgo (Francia)           | Medalla de oro    | 94 kg            |
| 2008               | Lignano Sabbiadoro (Italia)     | Medalla de oro    | 94 kg            |